# Leo Anton Karl de Ball
Leo Anton Karl de Ball (Lobberich, 1853. november 23. – Bécs, 1916. december 12.) német csillagász.

## Élete
Bonnban és Berlinben tanult és 1877-ben szerezte meg a doktori fokozatát. Német és belga obszervatóriumokban dolgozott. 1891-től 1916-ig a bécsi Kuffner Obszervatórium igazgatója volt. Égi mechanikával és aszteroidákkal foglalkozott.

## Általa felfedezett aszteroidák
| 230 Athamantis | 1882. szeptember 3. |